# Pediastrum duplex
Espèce
Pediastrum duplex est une espèce d'algues vertes du genre Pediastrum et de la famille des Hydrodictyaceae.

## Liste des variétés
Selon ITIS (2 nov. 2013) :
- variété Pediastrum duplex var. brachylobum A. Braun
- variété Pediastrum duplex var. clathratum (A. Braun) Lagerheim
- variété Pediastrum duplex var. cohaerens
- variété Pediastrum duplex var. duplex Meyen
- variété Pediastrum duplex var. gracillimum
- variété Pediastrum duplex var. regulosum Racib.
- variété Pediastrum duplex var. reticulatum Lagerheim
- variété Pediastrum duplex var. rotundatum Lucks.